# اینسلو خارکا
اینسلو خارکا (به لاتین: Ainselu Kharka) یک منطقهٔ مسکونی در نپال است که در Sagarmatha Zone واقع شده‌است.

## خصوصیات
اینسلو خارکا ۳٬۶۱۷ نفر جمعیت دارد.